# Stetoscopio di Pinard

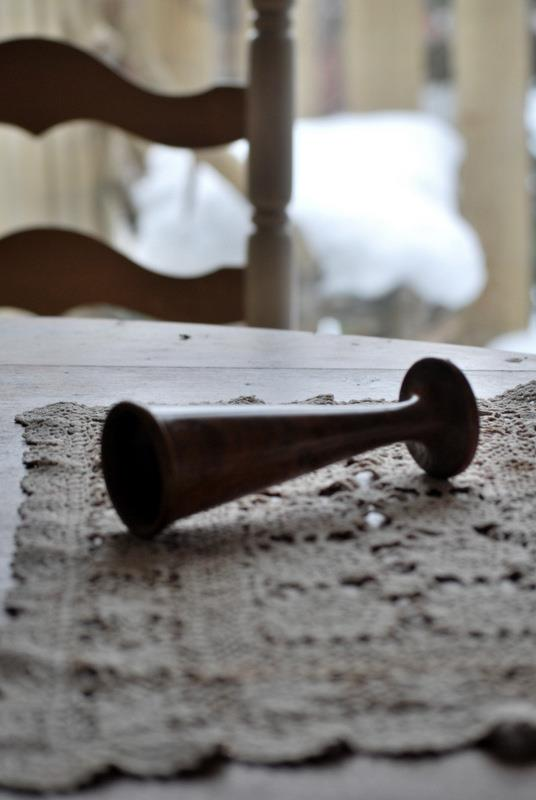
Uno stetoscopio di Pinard in legno

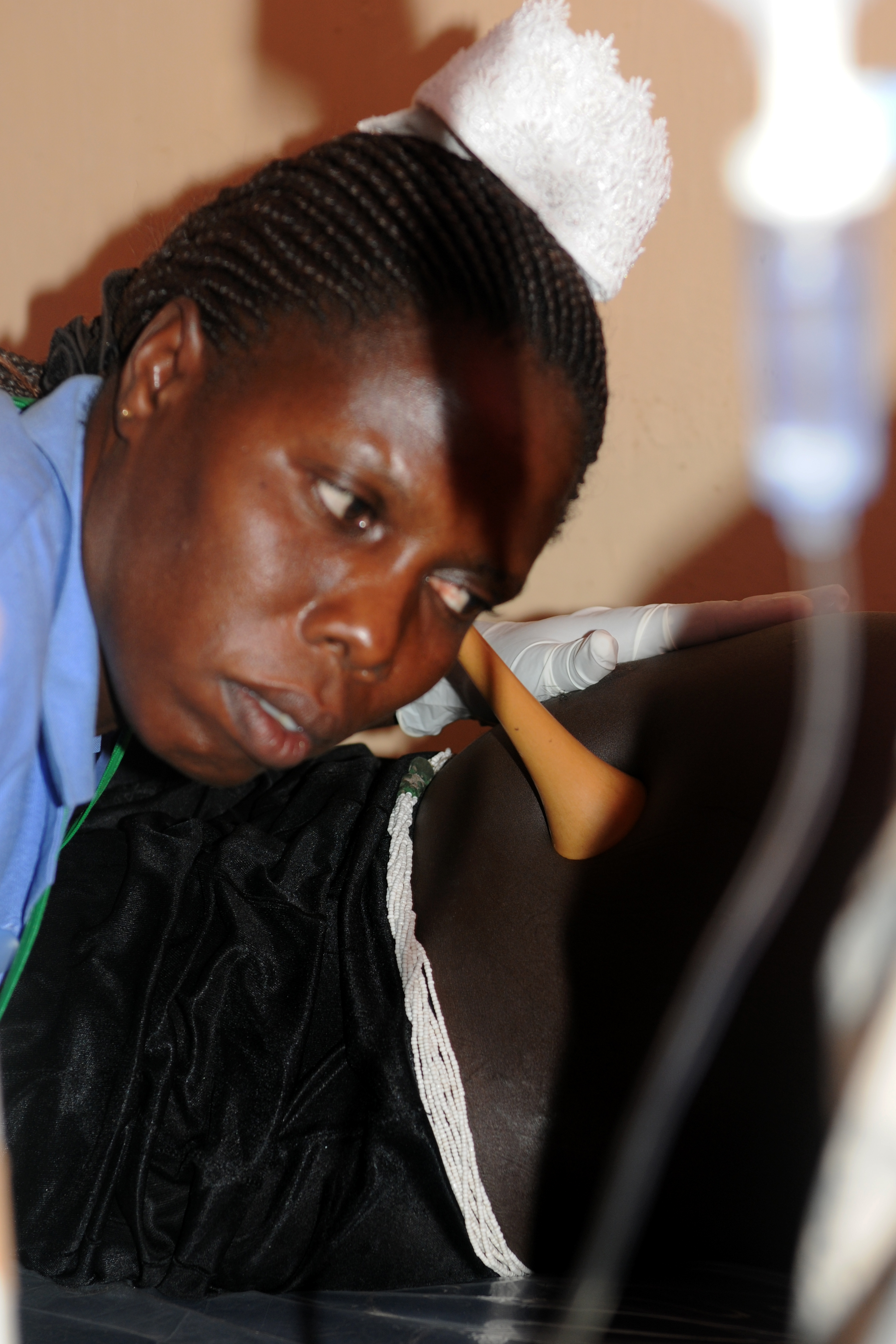
Un'ostetrica mentre ausculta la pancia di una gestante con uno stetoscopio di Pinard

Uno stetoscopio di Pinard, detto anche corno di Pinard e conosciuto anche come fetoscopio, è un tipo di stetoscopio utilizzato per auscultare il battito cardiaco di un feto durante la gravidanza, in genere a partire dalla 18ª o 20ª settimana di amenorrea.
Si tratta di uno strumento conico cavo, molto simile a una tromba per le orecchie, realizzato in legno o in metallo (generalmente in alluminio) e lungo circa 20 cm, con un piccolo disco all'estremità su cui appoggiare l'orecchio. 
Così come una tromba per le orecchie, lo stetoscopio di Pinard amplifica i suoni concentrando le onde sonore verso un unico punto e quindi aumentando la densità dell'energia sonora che impatta sul timpano dell'utilizzatore. Quest'ultimo, solitamente un'ostetrica o un medico, per udire il battito cardiaco del feto deve quindi solamente appoggiare il padiglione dello stetoscopio sull'addome della gestante e l'orecchio all'altra estremità dello strumento, muovendo lo stetoscopio sulla pancia finché non individua il battito cardiaco del feto.
Al fine di non confondere i battiti cardiaci del feto con quelli dell’arteria della madre, è opportuno monitorare anche il polso materno allo scopo di accertare il sincronismo o la differente frequenza rispetto al battito cardiaco che si rileva con lo stetoscopio di Pinard.

## Storia e utilizzo
Inventato nel XIX secolo dall'ostetrico francese Adolphe Pinard, uno dei fautori dei primi avanzamenti dell'assistenza prenatale, incluso lo stretto monitoraggio della salute fetale, lo stetoscopio di Pinard continua ancora oggi a essere utilizzato in tutto il mondo, soprattutto nei paesi in via di sviluppo, solitamente dalle ostetriche ma anche da dottori e infermieri. 
Sebbene oggi esistano mezzi tecnologicamente più avanzati, come i trasduttori a ultrasuoni, detti "doppler fetali", che utilizzano l'effetto Doppler per auscultare il battito fetale, infatti, lo stetoscopio di Pinard costituisce un'alternativa comunque valida, pratica e molto meno costosa, atta a favorire la semiotica ostetrica non invasiva, che talvolta si rivela anche migliore dei suddetti trasduttori, i quali in alcuni casi possono restituire segnali affetti da eccessivo rumore.
Talvolta lo stetoscopio di Pinard si rivela più accurato dei trasduttori a ultrasuoni anche nel determinare la posizione del feto, cosa che può essere fatta anche attraverso la palpazione. Mentre, infatti, i trasduttori riescono a rilevare il battito cardiaco del feto nonostante si trovino lontano dall'origine del suono, lo stetoscopio di Pinard permette di auscultare il battito solo se posto molto vicino al cuore del feto, permettendo così di determinarne più accuratamente la posizione.
Oltre che per il battito cardiaco del feto, lo stetoscopio di Pinard può essere utilizzato anche per auscultare il soffio funicolare, attribuito al passaggio del sangue attraverso il cordone ombelicale, e alcuni dei suoni prodotti dalla madre, come il polso arterioso o materno, il soffio uterino, dovuto al flusso ematico attraverso i vasi uterini, o i rumori intestinali.